# Peponium laceratum
Peponium laceratum är en gurkväxtart som beskrevs av Keraudr. Peponium laceratum ingår i släktet Peponium och familjen gurkväxter. Inga underarter finns listade i Catalogue of Life.